# Rauraakse Republiek
De Rauraakse Republiek (Frans: République rauracienne, Duits: Raurakische Republik) was een republiek die in het verlengde van de Franse Revolutie gecreëerd werd in de heerlijkheid Ajoie, een deel van het prinsbisdom Bazel.  
Zoals de naam van de Bataafse republiek was ook deze naam geïnspireerd op de Keltische stam van de Rauraken, die hier in de tweede eeuw voor Christus leefde.
De republiek werd uitgeroepen op 27 november 1792 onder de Franse bezetting; hij verdween al enkele maanden later, toen op 23 maart 1793 Frankrijk het als departement Mont-Terrible annexeerde.